# Lý Tùng Nghiễm
Lý Tùng Nghiễm (giản thể: 李从曮; phồn thể: 李從曮; bính âm: Lǐ Cóngyǎn, 898-26 tháng 11 năm 946), nguyên danh Lý Kế Nghiễm (李繼曮) là nhi tử và người kế tự của Lý Mậu Trinh, quân chủ duy nhất của nước Kỳ thời Ngũ Đại Thập Quốc. Sau khi Lý Mậu Trinh quy phục nhà Hậu Đường và qua đời, Lý Tùng Nghiễm tiếp tục kiểm soát lãnh thổ cũ của Kỳ, sau đó ông trở thành một tướng lĩnh của cả Hậu Đường và triều đại kế thừa là Hậu Tấn.

## Thân thế
Lý Kế Nghiễm sinh năm 898, dưới triều đại của Đường Chiêu Tông, và là con trưởng của Lý Mậu Trinh và mẹ Lý phu nhân. Ngay cả trước khi"quán", ông đã nhậm chức Tư nghị tham quân, được ban phi ngư đại, và giữ chức Bành châu thứ sử, Phượng Tường nha nội đô chỉ huy sứ. Vào giữa những năm Thiên Phục (901-904) thời Đường Chiêu Tông, khi đang giữ chức Tần vương phủ Hành quân tư mã, Kiểm hiệu thái phó, ông được bổ nhiệm làm Chương Nghĩa lưu hậu.

## Thời Kỳ
Sau khi triều Đường sụp đổ vào năm 906, Lý Mậu Trinh từ chối quy phục Hậu Lương Thái Tổ Chu Toàn Trung, cai quản độc lập với tước hiệu Kỳ vương, ban cho Lý Tùng Nghiễm chức Khai phủ nghi đồng tam ty, Kiểm hiệu thái úy, Chương Nghĩa quân tiết độ sứ, Tứ trấn Bắc Đình hành quân, Thị trung. Khi còn trẻ tuổi, ông được mô tả là thông minh, giỏi văn, tính tình mềm dẻo, song thiếu chính trực.

## Thời Hậu Đường

### Thời Lý Tồn Úc
Năm 923, Hậu Đường Trang Tông Lý Tồn Úc tiêu diệt Hậu Lương, sang năm sau Lý Mậu Trinh phái Lý Tùng Nghiễm đến Lạc Dương diện kiến Lý Tồn Úc xưng thần. Lý Tồn Úc nghênh tiếp Lý Kế Nghiễm và hậu đãi ông, chấp thuận cho Lý Mậu Trinh làm bề tôi. Khi ở Lạc Dương, Lý Kế Nghiễm tặng nhiều quà cho sủng thiếp của Lý Tồn Úc là Lưu thị, và theo quan điểm khi đó thì đây là một hành vi tinh quái. Hậu Đường Trang Tông ban cho Lý Kế Nghiễm chức vụ Trung thư lệnh, cho ông về với cha.
Sau khi trở về Phượng Tường, ông báo tin cho cha về thực lực quân sự hùng mạnh của Hậu Đường, Lý Mậu Trinh càng lo sợ và dâng biểu xin được đối đãi như một bề tôi bình thường. Sau khi được phong tước Tần vương, Lý Mậu Trinh qua đời, Lý Kế Nghiệm kế vị cai quản Phượng Tường, được Hậu Đường Trang Tông bổ nhiệm là Phượng Tường tiết độ sứ.
Khi Hậu Đường Trang Tông tiến hành tiến công Tiền Thục vào năm 925, Lý Kế Nghiễm được giao trách nhiệm tiếp tế, và theo mô tả thì các kho của Phượng Tường do đó mà cạn kiệt. Kế tiếp, ông theo quân Hậu Đường tiêu diệt Tiền Thục. Vào mùa xuân năm 926, để đề phòng, Ngụy vương Lý Kế Ngập sai Lý Kế Nghiễm và Lý Nghiêm (李嚴) hộ tống cựu đế Tiền Thục Vương Diễn đến Lạc Dương. Tuy nhiên, khi họ đến Phượng Tường, Giám quân sứ Sài Trọng Hậu (柴重厚) từ chối giao lại phù ấn của Phượng Tường cho ông, yêu cầu ông đến nhậm chức ở Lạc Dương.

### Thời Lý Tự Nguyên
Vào mùa hè năm 926, Hậu Đường Trang Tông bị sát hại trong một cuộc binh biến tại Lạc Dương, Lý Kế Nguyên nhanh chóng tiến về Lạc Dương và xưng đế, tức Hậu Đường Minh Tông. Khi hay tin này, Lý Kế Nghiễm trở về Phượng Tường, Hậu Đường Minh Tông giết Sài Trọng Hậu (vì để Lý Kế Nghiễm phục chức). Do trong thời gian cai quản Phượng Tường, Sài Trọng Hậu không gây hại gì cho người dân hay binh lính, vì thế Lý Kế Nghiễm dâng biểu xin tha mạng cho Sài Trọng Hậu. Mặc dù không được chấp thuận, song quan điểm phổ biến khi đó là tán dương ông.
Cũng vào năm đó, Hậu Đường Minh Tông hạ chỉ tán dương các công lao của Lý Kế Nghiễm cùng gia đình, ban tên Tùng Nghiễm cho ông (có cùng tên đệm với các hoàng tử của ông ta); các đệ của Lý Kế Nghiễm là Lý Kế Sưởng (李繼昶) và Lý Kế Chiêu (李繼照/李繼昭) cũng đổi tên đệm thành"Tùng".
Năm 927, Tây Xuyên tiết độ sứ Mạnh Tri Tường giết chết giám quân sứ. Khi hay tin, Lý Tùng Nghiễm cầm giữ vợ và con của Mạnh Tri Tường là Quỳnh Hoa trưởng công chúa và Mạnh Nhân Tán khi họ đến Phượng Tường, và sau đó thượng biểu xin chỉ thị của Hậu Đường Minh Tông, Hoàng đế ra lệnh cho ông phóng thích để họ trở về Tây Xuyên.
Năm 930, khi Hậu Đường Minh Tông chuẩn bị tế nam giao, Lý Tùng Nghiễm đến Lạc Dương để dự lễ. Sau khi kết thúc buổi lễ, Hậu Đường Minh Tông chuyển Lý Tùng Nghiễm đến Tuyên Vũ. Năm 933, ông lại đến diện kiến Hậu Đường Minh Tông, và sau đó được bổ nhiệm là Thiên Bình tiết độ sứ.

### Thời Lý Tùng Hậu và Lý Tùng Kha
Hậu Đường Minh Tông mất năm 933, Lý Tùng Hậu kế vị, tức Hậu Đường Mẫn Đế. Tuy nhiên, triều đình Hậu Đường do Chu Hoằng Chiêu (朱弘昭) và Phùng Uân (馮贇) khống chế. Đến mùa xuân năm 934, Lý Tùng Kha nổi dậy, đoạt lấy các tài sản của Lý Tùng Nghiễm còn ở Phượng Tường. Khi Lý Tùng Kha khởi hành rời khỏi Phượng Tường, người dân trong quân tụ tập thỉnh cầu ông ta hãy cho Lý Tùng Nghiễm về lại Phượng Tường, Lý Tùng Kha hứa sẽ làm vậy. Sau khi tiến vào Lạc Dương và giết Lý Tùng Hậu, Lý Tùng Kha xưng đế và chuyển Lý Tùng Nghiễm về lại Phượng Tường, cũng phong cho Lý Tùng Nghiễm tước hiệu Tần quốc công.

## Thời Hậu Tấn
Năm 936, Thạch Kính Đường nổi dậy, cùng với viện trợ của quốc chủ Khiết Đan Gia Luật A Bảo Cơ, ông ta tiêu diệt Hậu Đường và lập ra Hậu Tấn, tức Hậu Tấn Cao Tổ. Lý Tùng Nghiễm tiếp tục giữ chức Phượng Tường tiết độ sứ dưới quyền Hậu Tấn Cao Tổ, Hậu Tấn Cao Tổ phong cho Lý Tùng Nghiễm tước Tần vương, rồi Kỳ vương, thực ấp 15.000 hộ, thực phong 1.500 hộ.
Trong thời gian cai quản, Lý Tùng Nghiễm được mô tả thiên về là một quan văn thay vì quan võ, và trong khi khoan dung đối với nông dân, ông lại nghiêm khắc với sĩ tốt, gây ra nhiều bất bình trong sĩ tốt. Năm 938, các binh sĩ mà ông phái đi tuần tra ranh giới phía tây khi ra khỏi quân thành thì quay sang tiến hành binh biến, các binh sĩ này đột môn nhập thành cướp phá. Lý Tùng Nghiễm phát binh dưới trướng đánh bại loạn binh, loạn binh chạy về phía đông để tố cáo ông với triều đình Hậu Tấn. Tuy nhiên, khi loạn binh đến Trấn Quốc, họ bị tiết độ sứ Trương Ngạn Trạch (張彥澤) tiến công và giết sạch.
Sau khi Hậu Tấn Cao Tổ mất và Thạch Trọng Quý kế vị, Lý Tùng Nghiễm được giữ chức Thái bảo. Ông qua đời năm 946, trong khi vẫn đang giữ chức Phượng Tường tiết độ sứ.